# 포함외교

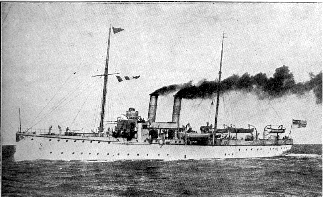
독일 제국이 20세기 당시 포함외교에 활용하였던 군함 SMS 판터

포함외교(砲艦外交, 영어: gunboat diplomacy)란 외교협상 등에서 군함을 활용하여 해군력에 의한 무력 사용에 대한 위협을 과시하며 상대 국가에게 자국의 국가 의사를 나타내고 또한 상대 국가에게 심리적 압력을 가하는 것으로 협상을 자국에게 유리하게 진행하는 외교 정책을 의미한다.
포함외교는 군사력의 위협적 행사를 배경으로 상대국에 압력을 가하면서도 외교 자체는 합법적으로 정치적 목적을 달성하려고 하는 강제외교의 일종이다.
포함외교는 제국주의 시절에 서구 열강 및 강대국들에 의해서 빈번하게 사용되어왔다. 아시아에서 발생한 대표적인 예시로써 청나라와 영국 사이의 아편 전쟁을 통한 불평등 조약의 체결한 사례가 있다. 당시 청나라의 해군력은 대영제국의 해군력에 미치지 못하였고, 결국 청나라는 대영제국에 굴복할 수 밖에 없었다. 일본 또한 미국으로부터 통상 요구를 받았으며, 이를 거절하자 미국이 해군을 동원하여 페리 원정을 통해서 일본과 통상 수교를 강제적으로 체결한 바가 있다.
18세기~19세기 즈음 조선 또한 서구 열강 및 강대국들로부터 포함외교의 사용으로부터 자유롭지 못하였다. 프랑스는 선교사의 살해에 대한 책임을 물으며 병인양요를 일으켰고, 미국은 통상 및 개항을 요구하며 제너럴셔먼호 사건 및 신미양요를 일으켰다. 그리고 일찍히 서구화에 성공한 일본도 운요호 사건을 통해 강화도 조약을 강제적으로 체결하였다.
오늘날에도 포함외교는 항공모함 등을 이용하여 활용되고 있으며, 주로 항공모함 배치 및 해군 함정의 대규모 훈련을 통해서 투사되고 있다.

## 이론
포함 외교의 핵심은 일종의 제한적인 해군력을 활용하여 전쟁까지 확전시키지는 않으나, 자국에게 유리하게 전개시킬 수 있는 것이다. 포함 외교는 영국의 학자 제임스 케이블이 고안한 이론이며, 케이블은 포함 외교를 다음과 같은 4가지 주요 영역을 통해서 설명한다.
1. 최고의 무력(Definitive force)
2. 의도적 무력(Purposeful force)
3. 작용적 무력(Catalytic force)
4. 표현적 무력(Expressive force)

포함 외교에서 포함은 단순히 군함에 제한되지 않고, 육군력을 바탕으로 한 기동전, 군사훈련을 확장적인 의미에서 내포하고 있다.

## 같이 보기
- 운요호 사건
- 포함
- 슬루프형 포함